# Welsh International 2024
Die Welsh International 2024 fanden vom 26. bis zum 30. November 2024 im Sport Wales National Centre in Cardiff statt. Es war die 73. Auflage der offenen internationalen Meisterschaften von Wales im Badminton.

## Sieger und Platzierte
| Disziplin    | Gold                         | Silber                             | Bronze                              |
| ------------ | ---------------------------- | ---------------------------------- | ----------------------------------- |
| Herreneinzel | Karono Karono                | Ethan Rose                         | Elias Bracke                        |
| Herreneinzel | Karono Karono                | Ethan Rose                         | Fabian Roth                         |
| Dameneinzel  | Huang Ching-ping             | Huang Yu Wei                       | Megan Lee Xin Yi                    |
| Dameneinzel  | Huang Ching-ping             | Huang Yu Wei                       | Yuan Chi Liao                       |
| Herrendoppel | Oliver Butler Samuel Jones   | Chua Yue Chern Koon Fung Kelvin Ho | Daniel Franco Rodrigo Sanjurjo      |
| Herrendoppel | Oliver Butler Samuel Jones   | Chua Yue Chern Koon Fung Kelvin Ho | Rubén García Carlos Piris           |
| Damendoppel  | Paula Lopez Lucía Rodríguez  | Nozomi Shimizu Iris van Leijsen    | Lucie Amiguet Caroline Racloz       |
| Damendoppel  | Paula Lopez Lucía Rodríguez  | Nozomi Shimizu Iris van Leijsen    | Anna Czuchra Julia Piwowar          |
| Mixed        | Rubén García Lucía Rodríguez | Joshua Magee Moya Ryan             | Oliver Butler Sian Kelly            |
| Mixed        | Rubén García Lucía Rodríguez | Joshua Magee Moya Ryan             | Patrick Volkmann Franziska Volkmann |